# أدولفو بيسيلاخ
أدولفو بيسيلاخ (مواليد 13 مايو 1942) هو مبارز بالسيف أرجنتيني، مثّل بلاده في الألعاب الأولمبية الصيفية 1964.

## روابط خارجية
أدولفو بيسيلاخ على موقع أوليمبيديا (الإنجليزية)